# Johann Baptist Welsch
Johann Baptist Welsch, genannt Tilla (* 22. Februar 1888 in Arzdorf; † 2. März 1943 in Mauthausen, Oberösterreich) war ein in den 1920er und 1930er Jahren bekannter Kölner Travestiekünstler.

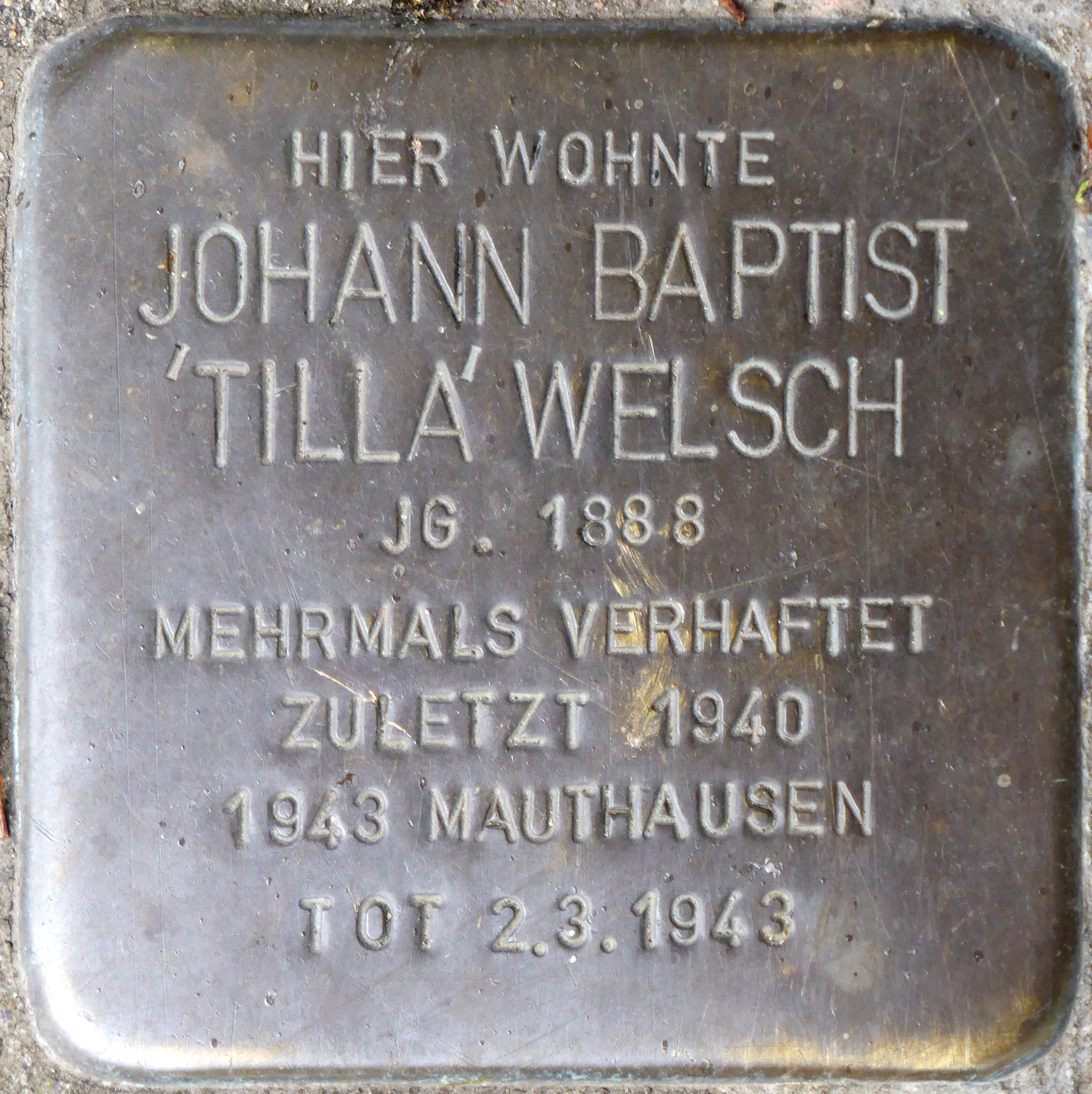
Stolperstein für Johann Baptist 'Tilla' Welsch Schnurgasse Ecke Steinstraße

Welsch war ursprünglich kaufmännischer Angestellter. In der Weimarer Republik existierte in Köln eine lebendige homosexuelle Szene mit Clubs, Lokalen und Freundschaftsbünden, wie sie in Deutschland sonst nur in Berlin zu finden war. Als Tilla war Welsch ein Star, der vor allem in den Szeneclubs im „Hotel zum Adler“ in der Johannisstraße und im größten und schillerndsten Homosexuellenlokal „Dornröschen“ in der Friedrichstraße zur Unterhaltung der homo- und heterosexuellen Gäste auftrat. Beide Lokale wurden von dem schwulen Gastronomen Josef Johann Mumbour geführt. Tillas Auftritte als Damenimitator mit Schauspiel, Witz und Gesang fanden auch bei der bürgerlichen Presse Anklang.
Aufgrund der verschärften Anwendung des § 175 im Nationalsozialismus wurde Welsch mehrmals von der Kölner Polizei festgenommen und schließlich nach seiner letzten Festnahme im Dezember 1940, wie viele Homosexuelle seiner Zeit, in das Konzentrationslager Mauthausen in Österreich überführt. Im Alter von 55 Jahren starb er dort am 2. März 1943.
Vor seinem letzten frei gewählten Wohnsitz in der Schnurgasse 64 wurde, ihm zum Gedenken, ein Stolperstein verlegt.